# Diglyphus gibbus
Diglyphus gibbus is een vliesvleugelig insect uit de familie Eulophidae. De wetenschappelijke naam is voor het eerst geldig gepubliceerd in 2000 door Zhu, LaSalle & Huang.